# 골드워터 룰

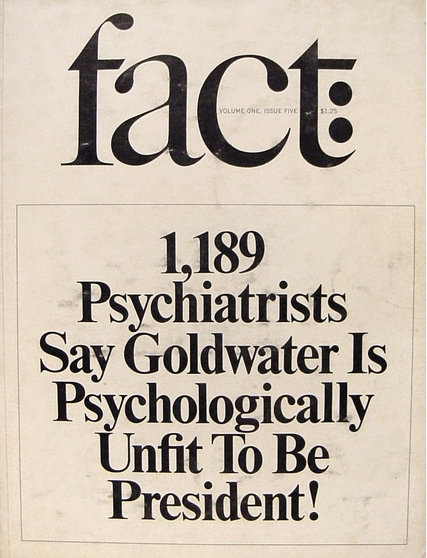
팩트 잡지에 실려 골드워터 룰 도입을 촉발한 원본 기사. 배리 골드워터에게 막대한 수의 잠재적 표를 잃게 했을 가능성이 있으며, 이 관행은 후에 APA에 의해 비윤리적인 것으로 간주되었다.

골드워터 룰(Goldwater rule)은 미국정신의학협회(APA)의 의료 윤리 원칙 제7조이다. 이 조항은 정신과의가 지역 사회 개선과 공중 보건 증진에 기여하는 활동에 참여할 책임이 있지만, 공인에 대한 의견을 요청받았을 때는 개인적인 진찰과 동의가 필요한 진단을 자제해야 한다고 명시하고 있다. 이 규칙은 전 미국 상원의원이자 1964년 공화당 대통령 후보였던 배리 골드워터의 이름을 따서 명명되었다.

## 생성
이 문제는 1964년 팩트 잡지가 골드워터의 베스트셀러 The Conscience of a Conservative의 제목을 인용하여 "보수주의자의 무의식: 배리 골드워터의 마음에 대한 특별판"을 발행하면서 불거졌다. 이 잡지는 골드워터에 대해 정신과 의사들에게 설문 조사를 실시하여 그가 대통령에 적합한지 물었다. 골드워터는 잡지 편집자 랄프 긴즈버그와 편집 책임자 워런 보로슨을 고소했고, 골드워터 대 긴즈버그 사건(1969년 7월)에서 75,000달러(오늘날 $529,000에 해당)의 배상금을 받았다.

## 설명
1973년 미국정신의학협회(APA) 의료 윤리 원칙 초판에 등장하여 2018년 기준 현재까지 유효한 제7조는 다음과 같이 명시하고 있다:
의사는 지역 사회 개선과 공중 보건 증진에 기여하는 활동에 참여할 책임을 인정해야 한다.

제7조 3항은 다음과 같이 명시한다:
때때로 정신과 의사는 대중의 관심 대상이거나 대중 매체를 통해 자신에 대한 정보를 공개한 개인에 대한 의견을 요청받는다. 이러한 상황에서 정신과 의사는 일반적인 정신과적 문제에 대한 자신의 전문 지식을 대중과 공유할 수 있다. 그러나 정신과 의사가 검사를 실시하고 그러한 진술에 대한 적절한 허가를 받지 않았다면, 전문적인 의견을 제시하는 것은 비윤리적이다.

이 금지 조항, 즉 7조 3항의 두 번째 부분은 종종 7조의 공중 보건 의무 및 7조 3항의 첫 번째 부분과는 맥락이 분리되어 해석된다.

## 다른 조직의 유사한 윤리 강령

### 미국 심리학회
미국 심리학회(미국정신의학협회와는 다른 조직)의 APA 윤리 강령에는 윤리 강령에 명시적으로 정의된 유사한 규칙이 없다. 대신, APA는 윤리 강령의 다른 부분에서 작성된 다양한 진술이 공인 진단 사례에 적용될 수 있다고 제안한다. 2016년 뉴욕 타임스 기사 "치료사는 대통령 후보를 분석해야 하는가?"에 대한 응답으로, 미국 심리학회 회장 수전 H. 맥다니엘은 뉴욕 타임스에 현재 윤리 강령에 대한 자신의 의견과 해석을 담은 편지를 발표했다:
정신과 의사의 골드워터 룰과 유사하게, 우리의 윤리 강령은 심리학자들이 언론에 하는 모든 진술이 "적절한 심리학 문헌 및 관행에 따라 전문적 지식, 훈련 또는 경험을 기반으로 하며", "정치 후보를 포함하여 대중의 눈에 띄는 사람들과 전문적인 관계가 형성되었음을 나타내지 않도록" "예방 조치를 취할 것"을 촉구한다. 심리적 특성에 대한 의견을 제시할 때, 심리학자들은 "진술이나 결론을 뒷받침하기에 적절한" 검사를 수행해야 한다. 즉, 우리의 윤리 강령은 심리학자들이 검사하지 않은 살아있는 공인에 대해 언론에서 진단을 제공해서는 안 된다고 명시한다.

### 미국의사협회
1964년 배리 골드워터를 적극적으로 지지한 후 처음에는 미국정신의학협회가 골드워터 룰을 포함하도록 압력을 가했던 미국의사협회는 2017년 가을에 AMA 의료 윤리 강령에 새로운 지침을 작성하여 의사들이 "개인적으로 진찰할 기회가 없었던 개인(예: 공무원, 유명인사, 뉴스에 나오는 사람들)에 대한 임상 진단을 자제해야 한다"고 명시했다.

## 도널드 트럼프에 관하여
2016년과 2017년에 많은 정신과 의사와 임상 심리학자는 도널드 트럼프가 "과대성, 공감 부족, '악성 자기애'를 포함한 다양한 인격장애를 보인다"고 주장하고, 그를 직접 진찰하지 않았음에도 불구하고 "위험한 정신 질환"을 앓고 있다고 주장하여 골드워터 룰 위반으로 비판을 받았다. 이러한 관행을 옹호하며 예일 의과대학의 법의 정신과 의사인 밴디 X. 리는 USA 투데이에 "진단 관행은 면담에서 관찰로 바뀌었으므로, 유효한 전문적 의견에 개인 면담이 필수적이라는 주장은 통용되지 않는다"고 썼다. 2017년 4월부터 리는 자신은 "20년 넘게" 골드워터 룰을 준수했지만, APA가 "긍정적 의무"를 이행하는 것이 불가능하도록 규칙을 수정함으로써 "자체 규칙을 위반하고 있다"고 말했다. 그녀는 트럼프 대통령 재임 기간 동안 정신과 직업의 사회적 책임을 다하지 못했을 뿐만 아니라 개별 전문가들이 그렇게 하는 것을 방해했던 미국정신의학협회에 반대하여 "세계 정신 건강 연합"이라는 수천 명의 다른 정신 건강 전문가들과 함께 단체를 결성했다. 2019년 12월 5일, 리, 조지 워싱턴 대학교 교수 존 진너, 전 CIA 프로파일러 제럴드 포스트가 이끄는 정신 건강 전문가 그룹은 하원 사법위원회에 의회 탄핵 진행 과정의 일환으로 도널드 트럼프의 "부서지기 쉬운 자존감"에서 비롯된 그의 "위험한" 정신 상태를 고려할 것을 공개적으로 촉구했다.
"경고할 의무" 그룹의 리더이자 현역 심리학자인 존 가트너는 2017년 4월에 "우리는 도널드 트럼프의 위험한 정신 질환에 대해 대중에게 경고할 윤리적 책임이 있다"고 말했다.
미국 정신분석 협회(APsaA)는 (APA와는 다른 조직) 2017년 6월 6일 APA와 APsaA 윤리 지침의 차이점을 강조하며 "미국정신의학협회의 골드워터 룰에 대한 윤리적 입장은 회원에게만 적용된다. APsaA는 개별 회원의 정치적 논평을 윤리적 문제로 간주하지 않는다"는 내용의 서한을 발표했다. 2017년 7월, Stat 웹사이트는 샤론 베이글리의 "독점" 기사 "정신과 그룹, 회원들에게 '골드워터 룰'에 불복하고 트럼프의 정신 건강에 대해 언급할 수 있다고 말하다"를 게재했다. 이 기사는 배리 골드워터의 사진을 헤드라인 이미지로 사용하여 "주요 정신과 그룹이 회원들에게 공인의 정신 상태에 대해 공개적으로 언급하는 것을 금지하는 오랜 규칙에 얽매이지 않아도 된다고 말했다"고 보도했는데, 이 진술은 7월 6일 미국 정신분석 협회(APsaA) 서한을 처음 인용했지만, 또한 이것이 "전문가들이 정치인의 행동에 대한 정신과적 측면을 논의하는 것을 막기 위한 직업의 수십 년간의 통일 전선에 대한 첫 번째 중대한 균열을 나타낸다"고 주장했다. 이 기사는 "골드워터 룰"을 반복적으로 언급했으며, 익명의 소식통을 인용하여 "지도부가 성명을 발표하고 미국정신의학협회에 공개적으로 도전하는 것을 극도로 꺼렸다"고 말했고, 익명의 "관계자"가 "미국 심리학회가 회원들이 검사하지 않은 사람의 심리에 대한 의견을 제시하지 않는 것을 '선호'하지만, 골드워터 룰이 없으며 이를 시행하는 것을 고려하지 않고 있다"고 말했다고 주장했다. 야후! 뉴스 기자 마이클 월시는 Stat 기사를 "오해의 소지가 있다"며 비판했다: "이 서한이 '첫 번째 중대한 균열을 나타낸다'고 말하는 것은 오해의 소지가 있다. 미국정신의학협회는 골드워터 룰을 유지하고 있으며, APsaA는 이 규칙을 한 번도 가진 적이 없었고 변경하지도 않았다." 또한 APsaA는 회원들에게 골드워터 룰이 없으며 회원들이 특정 정치인에 대해 개별적인 의견을 제시하는 것을 허용하지만, 집행 이사들은 "APsaA는 조직으로서 특정 정치인이 아닌 문제에 대해서만 발언할 것"이라는 정책을 만장일치로 승인했다.
2017년 2월, 정신과 의사 앨런 프랜시스는 트럼프와 자기애성 인격 장애에 대해 뉴욕 타임스 편집자에게 보낸 서한에서 "저는 이 장애를 정의하는 기준을 작성했으며, 트럼프 씨는 이에 해당하지 않습니다"라고 썼다. 미국정신의학협회에 따르면 "어떤 사람이 질병을 앓고 있지 않다고 말하는 것 또한 전문적인 의견이다."
2017년 9월, 정신과 의사 제프리 A. 리버먼은 첫 단락에서 골드워터 룰을 준수한다고 주장했음에도 불구하고 도널드 트럼프의 진단에 대해 광범위하게 추측하는 기사를 발표했다. 그는 "초기 치매"라는 진단에 도달했지만 아무런 제재도 받지 않았다.
APA는 연방 자금을 지원받기 때문에 이해 상충의 의혹을 받고 있는데, 트럼프 행정부 하에서 그들의 행동 이후에 자금이 증가했다.